# Lijst van beschermd erfgoed in de gemeente Wormeldange
In deze lijst van beschermd erfgoed in de gemeente Wormeldange zijn alle geclassificeerde nationale monumenten van de Luxemburgse gemeente Wormeldange opgenomen.

## Monumenten per plaats

### Ahn
| Object | Bouwjaar/architect | Locatie     | Datum beschermd?  | Coördinaten | Afbeelding |
| ------ | ------------------ | ----------- | ----------------- | ----------- | ---------- |
| Huis   |                    | Grand-Rue 2 | 10 juli 1985 (IS) |             |            |

### Ehnen
| Object                                        | Bouwjaar/architect | Locatie          | Datum beschermd?     | Coördinaten | Afbeelding |
| --------------------------------------------- | ------------------ | ---------------- | -------------------- | ----------- | ---------- |
| Aangelegde tuin met paviljoen uit de 18e eeuw |                    | route du Vin     | 18 mei 2007 (MN)     |             |            |
| Gebouw                                        |                    | Casinogaass 8    | 1 december 2006 (MN) |             |            |
| Gebouw                                        |                    | Casinogaass 6    | 26 oktober 2007 (MN) |             |            |
| Gebouw                                        |                    | Casinogaass 4    | 26 oktober 2007 (MN) |             |            |
| Wijngaardboerderij                            |                    | an den Aessen 19 | 8 december 2010 (IS) |             |            |

### Wormeldange
| Object                                          | Bouwjaar/architect | Locatie            | Datum beschermd?      | Coördinaten | Afbeelding |
| ----------------------------------------------- | ------------------ | ------------------ | --------------------- | ----------- | ---------- |
| Gebouw                                          |                    | rue Principale 178 | 28 november 2008 (MN) |             |            |
| Gebouw                                          |                    | route du Vin 93    | 5 februari 2007 (IS)  |             |            |
| Gebouw van de Caves coopératives de Wormeldange |                    | route du Vin 115   | 13 maart 2013 (IS)    |             |            |

## Bron
- Liste des immeubles et objets classés monuments nationaux ou inscrits à l'inventaire supplémentaire